# 日本販売農業協同団体連合会
一般社団法人日本販売農業協同団体連合会（にっぽんはんばいのうぎょうきょうどうくみあいれんごうかい、略称日販連）は、販売事業を行う専門農業協同組合（専門農協）を会員とする日本の一般社団法人である。以前は農林水産省所管の農業協同組合連合会（農協連合会）である日本販売農業協同組合連合会であった。農民運動全国連合会（農民連）に加盟。
会員は23団体、全体の構成員は約12万人である。販売専門農協の全国組織ではあるが、会員農協には販売事業のみならず金融（JAバンク）・共済（JA共済）・購買（JA全農）・旅行代理業（農協観光代理店）など他の事業を行っている農協も存在する。
「消費者組織との相互援助の関係を確立し、『生産者より直接消費者へ』というスローガンを合理的かつ組織的に実現していきたい」と設立趣意書に謳っている他、「低農薬、有害な添加物を含まない、安全な農畜産物に関して」事業を行うと定款に明記している。
日本の40の生活協同組合（生協）と取引関係にあるとしている。「農協解体」論に抵抗し、単に会員農協を救済するのみならず運動として取り組むため運動体である農民連に加入を決めたという。会員には小規模農協が多く、農協の広域化に反対している。一方、会員のJAひたち野は2013年、近隣農協と合併推進協議会を結成し、2015年に新農協「JA新ひたち野」に合流した。2024年には会員のJA綾町が宮崎県内の他農協とともに県域農協・JAみやざきに合流。

## 主な会員
- 常盤村養鶏農業協同組合（トキワ養鶏、青森県南津軽郡藤崎町大字常盤）[3]
- 余目町農業協同組合（JAあまるめ、山形県東田川郡庄内町余目）
- 福島農民連産直農業協同組合（福島県福島市大森）
- あがつま農業協同組合（JAあがつま、群馬県吾妻郡東吾妻町大字原町）[4]
- やさと農業協同組合（JAやさと、茨城県石岡市柿岡）[3][5]
- 紀ノ川農業協同組合（JA紀ノ川、和歌山県紀の川市平野）[6]
- 農事組合法人供給センター長崎（長崎県南島原市加津佐町上宮原名）
- 下郷農業協同組合（JA下郷、大分県中津市耶馬溪町大字大島）[1]

### 元会員
- 旧・ひたち野農業協同組合（JAひたち野、茨城県石岡市）[7]
- 旧・綾町農業協同組合（JA綾町、宮崎県東諸県郡綾町大字南俣）[3]

## 略史
- 1949年 - 日本販売農業協同組合連合会として37の販売農協により設立[1]
- 1950年1月12日 - 設立登記[8]
- 1983年 - 東都生活協同組合などと産地直送に取り組む農協が中心になり再建[1]
- 2006年 - 農民連に加盟[1]
- 2010年11月6日 - 11月7日 - 赤旗まつり「ふるさと産直通り」に初参加・出店[7]
- 2011年7月2日 - 市原悦子らの呼びかけによる「原発ゼロをめざす7.2緊急行動」に参加、農産物を販売[9]。
- 2011年7月16日 - 東日本大震災支援として宮城県東松島市矢本の仮設住宅において民医連、災対連などと合同支援行動を実施。500食のモツ煮込みと、700個の生卵を配布したり会員団体から豚肉、牛肉、鶏肉加工品を配布[3]。
- 2011年11月22日 - 「ふるさと産直みほん市2011」を東京都大田区平和島・東京流通センターで開催[10]
- 2017年4月1日 - 一般社団法人日本販売農業協同団体連合会に組織変更した[11]。